# Hijack (Amon Düül II)
Hijack è un album in studio del gruppo rock tedesco Amon Düül II, pubblicato nel 1974.

## Tracce
1. I Can't Wait (Parts 1 & 2) – 6:16
2. Mirror – 4:51
3. Traveller – 4:23
4. You're Not Alone – 6:53
5. Explode Like a Star – 4:00
6. Da Guadeloop – 7:04
7. Lonely Woman – 4:44
8. Liquid Whisper – 3:30
9. Archy the Robot – 3:30